# 関西国際大学
関西国際大学（かんさいこくさいだいがく、英語: Kansai University of International Studies）は、兵庫県にある日本の私立大学。キャンパスは神戸山手、尼崎、三木の3キャンパスである。
学校法人濱名山手学院によって運営されている。略称は関国大、KUISs。

## 概観

### 大学全体
学校法人濱名学院により1998年、兵庫県三木市に設置された。当初は経営学部のみであり、1987年に設立された関西女学院短期大学は短期大学部として改組された。2001年には人間学部が開設され、その後2007年に経営学部と人間学部がそれぞれ人間科学部と教育学部に改編された。また、2009年には兵庫県尼崎市に尼崎キャンパスが開設され、教育学部が同キャンパスに移転する。また、2013年（平成25年）には保健医療学部、2019年には国際コミュニケーション学部が開設され、同年に経営学部が再開設されている。
2020年には、神戸市中央区に存在した神戸山手大学から現代社会学部が学部譲渡の形で開設されたと同時に、同大学のキャンパスも譲渡され神戸山手キャンパスとなった。さらに、2021年には国際コミュニケーション学部と人間科学部が神戸山手キャンパスに移転し、現代社会学部と人間科学部がそれぞれ社会学部と心理学部に改編された。

### 建学の精神（校訓・理念・学是）
関西国際大学の建学の精神は、「以愛為園（愛を以って園と為す）」となっている。これは、濱名学院の設立当初より掲げられており、世界の人々の立場を理解し、共に歩み人間愛にあふれた人物の育成を目指しているとしている。単に国際社会で活躍する人物ではなく、人物愛にあふれ世界中の人々と痛みを分かち合い、問題を解決しようとする実行力ある人間を人間像としている。

### 教育および研究
関西国際大学は学生の教育に力を入れており、開学当初よりGPA制度や学生相談室や学習支援室、保健室からなる「学生支援センター」が開設されている。学生支援センターは、学習面や生活面に不安がある学生が相談しやすいように各教員が交代で常駐している。

### 学風および特色
かつて阪神・淡路大震災において兵庫県が壊滅的な被害を受けた経緯から、2016年4月に「セーフティマネジメント教育研究センター」を創設しており、センター長には全国初の危機管理責任者ポストであった兵庫県庁防災監を務め、災害や非常事態の指揮に当たった齋藤富雄を教授に迎えた。2023年4月には、よりセーフティマネジメント教育推進に重点を置くために「セーフティマネジメント教育研究センター」から「セーフティマネジメント教育推進室」に名称を変更し、室長には心理学部教授の村田昌彦が就任した。
セーフティマネジメント教育に賛同した企業からの協力により、全学部の学生が一部負担の費用で防災士の資格がとれる防災士養成講座が開講されている。

## 沿革
- 1955年（昭和30年）- 学校法人濱名学院を設立。
- 1998年（平成10年）- 関西国際大学（経営学部）を開学。関西女学院短期大学を関西国際大学短期大学部に変更
- 2001年（平成13年）- 関西国際大学に人間学部（人間行動学科、英語コミュニケーション学科）を開設
- 2004年（平成16年）- 関西国際大学経営学部経営学科を経営学部総合ビジネス学科に変更
- 2005年（平成17年）- 関西国際大学大学院人間行動学研究科人間行動学専攻修士課程を開設
- 2006年（平成18年）- 関西国際大学の人間学部人間行動学科を改組し、人間心理学科、教育福祉学科の2学科を設置
- 2007年（平成19年）- 経営学部と人間学部を、人間科学部（ビジネス行動学科、人間心理学科）と教育学部（教育福祉学科、英語教育学科）に改編
- 2009年（平成21年）- 尼崎キャンパス（キリンビール工場跡）を開設　教育学部が尼崎キャンパスに移転
- 2011年（平成23年）- 人間科学部ビジネス行動学科を募集停止。人間科学部経営学科を開設
- 2013年（平成25年）- 保健医療学部看護学科を開設
- 2014年（平成26年）- 大学院人間行動学研究科に臨床教育学専攻修士課程を増設、留学生別科を開設
- 2015年（平成27年）- 大学院看護学研究科看護学専攻修士課程を増設
- 2017年（平成29年）- 教育学部英語教育学科を教育学部英語コミュニケーション学科に名称変更
- 2019年 学部学科を再編。教育学部から英語コミュニケーション学科を切り離し新たに国際コミュニケーション学部を開設　人間科学部から経営学科を切り離し経営学部を再開設
- 2020年（令和2年）- 神戸山手大学を統合し、現代社会学部を大学キャンパスごと譲渡され、神戸山手キャンパスと現代社会学部（総合社会学科、観光学科）が開設
- 2021年（令和3年）- 国際コミュニケーション学部と人間科学部が神戸山手キャンパスに移転、現代社会学部と人間科学部を社会学部（社会学科）と心理学部（心理学科）に、現代社会学部観光学科は国際コミュニケーション学部観光学科に改編
- 2025年（令和7年）- グローバル学部	グローバル学科を開設予定

## 教育および研究

### 組織

#### 学部
- グローバル学部 （2025年4月開設予定）
  - グローバル学科
- 社会学部
  - 社会学科
    - 社会学専攻
    - データサイエンス専攻
- 国際コミュニケーション学部
  - 英語コミュニケーション学科
    - 国際ビジネスコミュニケーション専攻
    - 国際文化専攻

  - 観光学科
    - 観光ビジネス専攻
    - ホテル・ブライダル専攻
    - エアライン専攻
- 心理学部
  - 心理学科
    - 臨床心理学専攻
    - 犯罪心理学専攻
    - 災害心理学専攻
    - 産業・消費者心理学専攻
- 教育学部
  - 教育福祉学科
    - こども学専攻
    - 福祉学専攻
- 経営学部
  - 経営学科
    - 経営マーケティング専攻
    - ビジネスデザイン専攻
    - 地域マネジメント専攻
    - 防災・危機マネジメント専攻
- 保健医療学部
  - 看護学科
    - 看護学専攻
    - 看護グローバル専攻

2020年度入学生
- 国際コミュニケーション学部
  - 英語コミュニケーション学科
    - ビジネスコミュニケーション専攻
    - 国際地域文化専攻
- 教育学部
  - 教育福祉学科
    - こども学専攻
    - 福祉学専攻
- 経営学部
  - 経営学科
    - 国際ツーリズム専攻
    - 地域マネジメント専攻
    - 防災・危機マネジメント専攻
- 人間科学部
  - 人間心理学科
    - 心理カウンセリング専攻
    - 犯罪心理学専攻
    - 災害心理学専攻
    - 産業心理学専攻
- 保健医療学部
  - 看護学科
    - 看護学専攻
    - 看護グローバル専攻
- 現代社会学部
  - 観光学科
  - 総合社会学科

2019年度入学生
- 国際コミュニケーション学部
  - 英語コミュニケーション学科
    - ビジネスコミュニケーション専攻
    - 国際地域文化専攻
- 教育学部
  - 教育福祉学科
    - こども学専攻
    - 福祉学専攻
- 経営学部
  - 経営学科
    - 国際ツーリズム専攻
    - 地域マネジメント専攻
    - 防災・危機マネジメント専攻
- 人間科学部
  - 人間心理学科
    - 心理カウンセリング専攻
    - 犯罪心理学専攻
    - 災害心理学専攻
    - 産業心理学専攻
- 保健医療学部
  - 看護学科
    - 看護学専攻
    - 看護グローバル専攻

2018年度以前の入学生
- 教育学部
  - 教育福祉学科
    - こども学専攻
    - 福祉学専攻

  - 英語コミュニケーション学科
- 人間科学部
  - 経営学科
  - 人間心理学科
- 保健医療学部
  - 看護学科

#### 大学院
- 人間行動学研究科
  - 人間行動学専攻（修士課程）
    - 臨床心理学コース
    - 犯罪心理学コース
    - 応用社会学コース

  - 臨床教育学専攻（修士課程）
- 看護学研究科
  - 看護学専攻（博士前期課程・博士後期課程）

#### 別科
- 留学生別科

#### 附属機関
研究所
- 多文化共生研究所
- 教育総合研究所
- 地域創成研究所
- セーフティ・マネジメント研究所
- 心理臨床研究所

附属機関
- コミュニティ交流総合センター(社会連携課)
- セーフティマネジメント研究教育センター
- 子育て支援センター
- 高等教育開発センター
- 心理臨床センターこころの相談室

図書館
- メディアライブラリー

## 大学関係者と組織

### 大学関係者組織
関西国際大学の同窓会は「関西国際大学同窓会」として存在する。

## 施設

### 神戸山手キャンパス

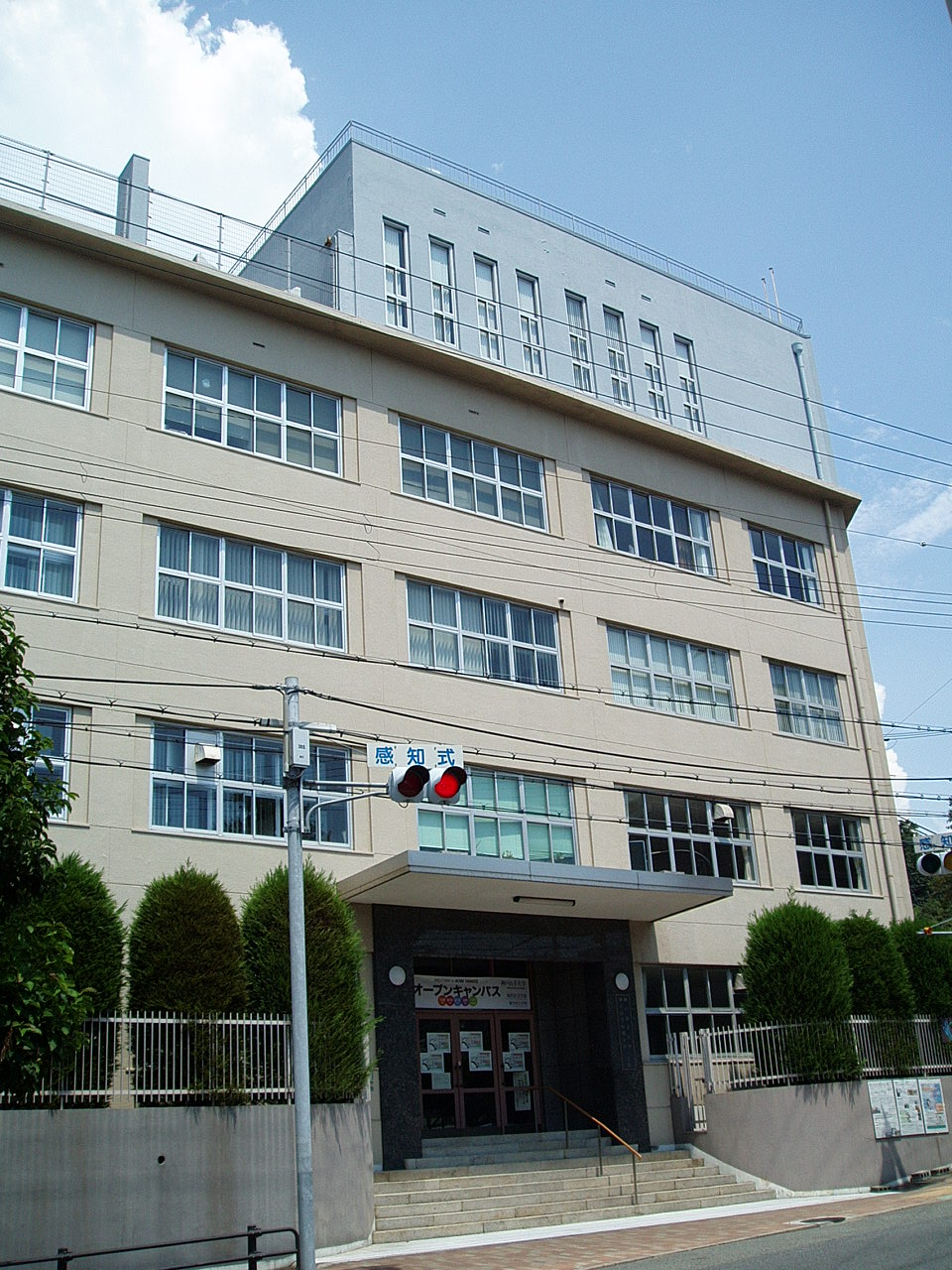
神戸山手キャンパス

兵庫県神戸市中央区諏訪山町3-1 (北緯34度41分37秒 東経135度10分43秒)
- 使用学部：現代社会学部、社会学部、国際コミュニケーション学部、心理学部
- 使用研究科：なし
- 付属施設：メディアライブラリー
- 交通アクセス
  - 県庁前駅（神戸市営地下鉄西神・山手線）より徒歩5分。
  - 花隈駅（阪急神戸高速線）より徒歩10分。
  - 元町駅（JR神戸線・阪神本線）より徒歩12分。

### 尼崎キャンパス

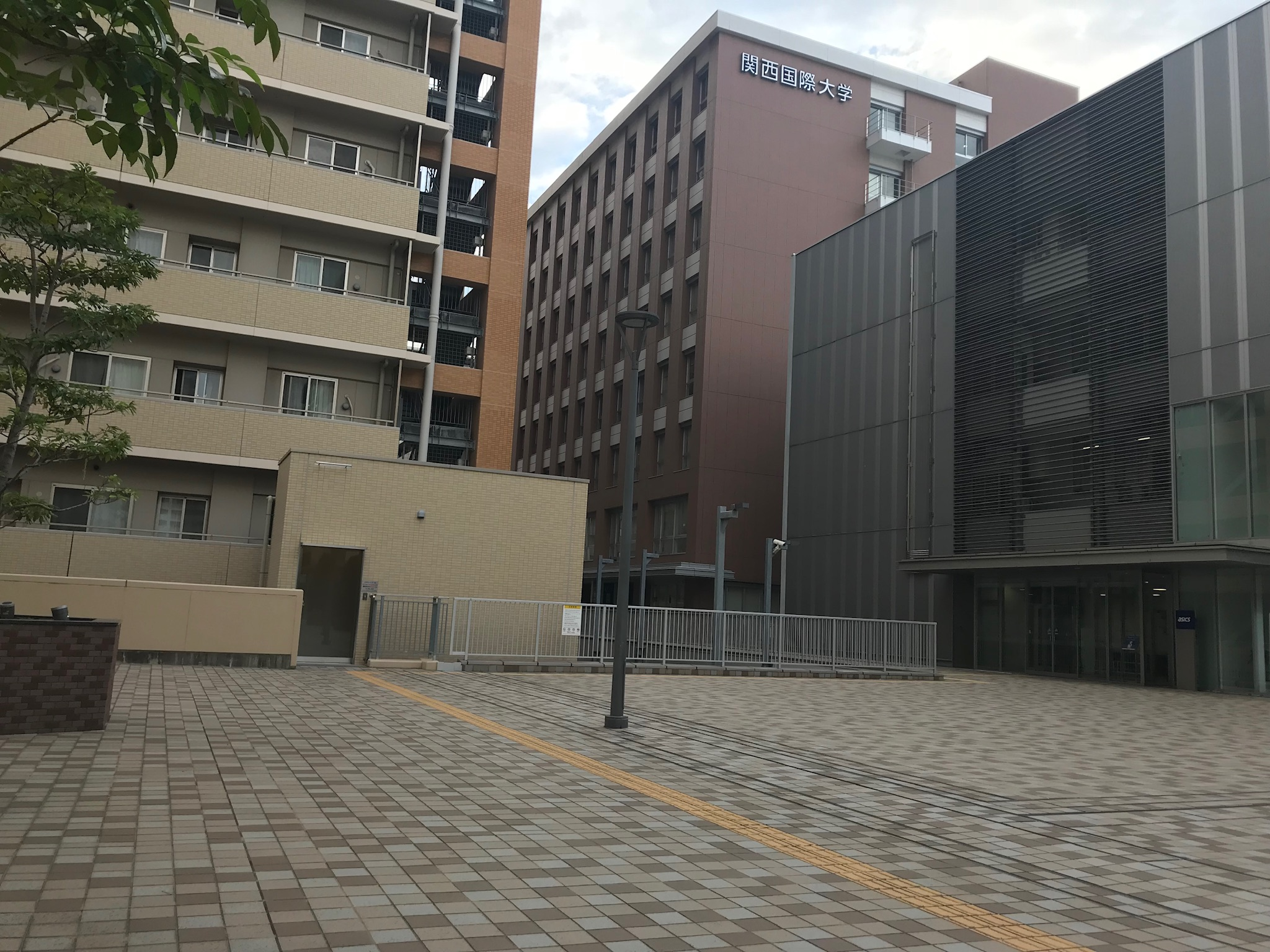
尼崎キャンパス

尼崎市潮江1-3-23（北緯34度44分4.2秒 東経135度25分44.6秒）
- 使用学部：教育学部、経営学部
- 使用研究科：人間行動学研究科
- 付属施設：メディアライブラリー、アドミッションセンター、子育て支援センター
- 交通アクセス
  - 尼崎駅（JR神戸線）より徒歩5分。
  - 阪神バス尼崎市内線「潮江1丁目」下車すぐ。

### 三木キャンパス

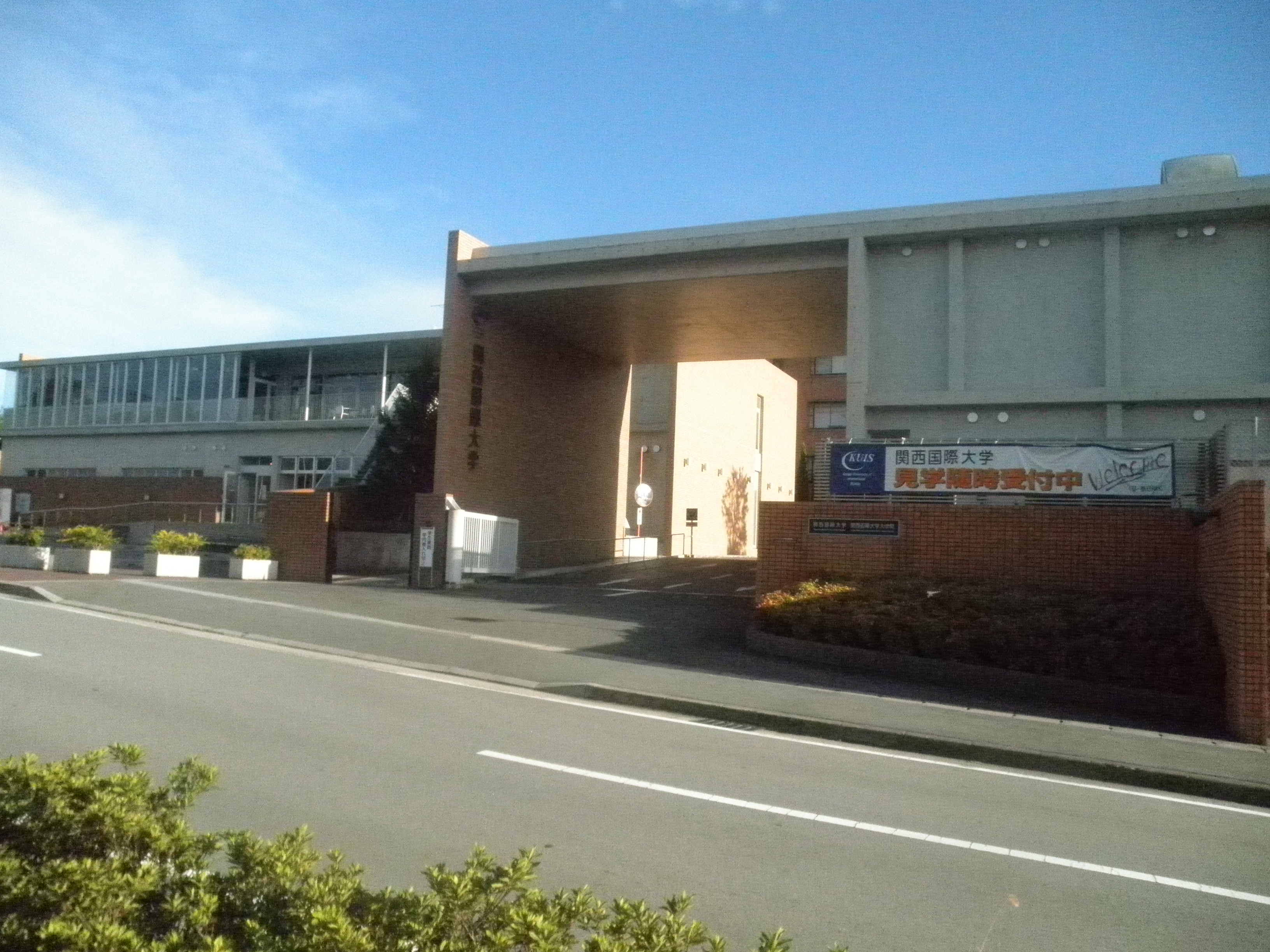
三木キャンパス

三木市志染町青山1-18（北緯34度46分17.4秒 東経135度2分35.8秒）
- 使用学部：保健医療学部、経営学部、人間科学部
- 使用研究科：人間行動学研究科、看護学研究科
- 付属施設：大学本部、メディアライブラリー、心理臨床センターこころの相談室
- 交通アクセス
  - 緑が丘駅（神戸電鉄粟生線）からスクールバスで5分。
  - 西神中央駅（神戸市営地下鉄西神・山手線）からスクールバスで25分。
  - 神姫ゾーンバス「関西国際大学」または「関西国際大学西」下車すぐ。

## 対外関係

### 国内協定校・提携校
- 共愛学園前橋国際大学
- 淑徳大学
- 大正大学
- 富山国際大学
- 富山短期大学
- 北陸学院大学
- 北陸学院大学短期大学部
- 宮崎国際大学
- 宮崎学園短期大学
- 名桜大学

### 海外協定校・提携校
- サウス・プジェット・サウンド・カレッジ（アメリカ合衆国）
- ペニンシュラカレッジ（アメリカ合衆国）
- ゴンザガ大学（アメリカ合衆国）
- カリフォルニア州立大学フラトン校（アメリカ合衆国）
- チャールストン大学（アメリカ合衆国）
- アパラチアン州立大学（アメリカ合衆国）
- ニューヨーク市立大学スタッテンアイランド校（アメリカ合衆国）
- チャールストン大学（アメリカ合衆国）
- ベルビューカレッジ（アメリカ合衆国）
- ケネソー州立大学（アメリカ合衆国）
- ミドルセックスコミュニティカレッジ（アメリカ合衆国）
- ガバナーズ州立大学（アメリカ合衆国）
- ハワイカピオラニコミュニティカレッジ（アメリカ合衆国）
- ソルトレイクコミュニティカレッジ（アメリカ合衆国）
- カレッジオブデザート（アメリカ合衆国）
- ランガラ・カレッジ（カナダ）
- メディスンハット・カレッジ（カナダ）
- 延辺大学（中華人民共和国）
- 内蒙古大学（中華人民共和国）
- 青島濱海学院（中華人民共和国）
- 淮海工学院（中華人民共和国）
- 曁南大学（中華人民共和国）
- 上海商学院（中華人民共和国）
- 韶関学院（中華人民共和国）
- 青島職業技術学院（中華人民共和国）
- 青島濱海学院（中華人民共和国）
- 天津商業大学（中華人民共和国）
- 鞍山師範学院（中華人民共和国）
- 山東交通学院（中華人民共和国）
- 山東外国語職業技術大学（中華人民共和国）
- 河南大学（中華人民共和国）
- 西安外事学院（中華人民共和国）
- 静宜大学（台湾）
- 国立台中教育大学（台湾）
- 世新大学（台湾）
- 高雄大学（台湾）
- 亜洲大学（台湾）
- 玄奘大学（台湾）
- 東南保健大学校（大韓民国）
- 東西大学校（大韓民国）
- 韓国外国語大学校（大韓民国）
- 西京大学校（大韓民国）
- 仁徳大学校（大韓民国）
- 祥明大学校（大韓民国）
- 釜山外国語大学校（大韓民国）
- フィリピン大学ディリマン校（フィリピン）
- フィリピン大学セブ校（フィリピン）
- フィリピンノーマル大学（フィリピン）
- カビテ州立大学（フィリピン）
- ランシット大学（タイ王国）
- タマサート大学（タイ王国）
- アサンプション大学（タイ王国）
- ベトナム国大学ホーチミン市人文社会科学大学（ベトナム）
- ダナン大学（ベトナム）
- ダルマプルサダ大学（インドネシア）
- ガジャマダ大学（インドネシア）
- ウィドウヤマタ大学（インドネシア）
- ランプン大学（インドネシア）
- アトマジャヤ大学（インドネシア）
- ノートン大学（カンボジア）
- トゥンク・アブドゥル・ラーマン大学（マレーシア）
- マネジメント＆サイエンス大学（マレーシア）
- ウタラ・マレーシア大学（マレーシア）
- ヤンゴン大学（ミャンマー）

## 附属学校
- 難波愛の園幼稚園
- 関西保育専門学校
- 神戸山手女子中学校・高等学校